# 2016년 타이베이시 열차 폭발 사고
2016년 타이베이 시 열차 폭발 사고(중국어: 臺鐵1258次區間車爆炸事故)는 2016년 7월 7일 타이완 타이베이시 쑹산 구 쑹산 역으로 진입하는 도중 타이완 철로 관리국의 1258번 구간차가 폭발한 사고이다. 25명이 부상을 입었다.